# 尼散月
尼散月（希伯來語：‎，和合本常译作“正月”，或称作“亚笔月”）是希伯来历的一个月份，为犹太教曆一月、犹太国历七月，长为30天，对应公曆或作格里历的3月至4月间。

## 重要事件
- 14日：逾越节。[3]
- 15日－21日：除酵节。[4]